# Olympische Sommerspiele 1984/Teilnehmer (Belize)
| Gelbes Symbol für Goldmedaillen mit stilisierten Olympischen Ringen | Graues Symbol für Silbermedaillen mit stilisierten Olympischen Ringen | Braundes Symbol für Bronzemedaillen mit stilisierten Olympischen Ringen |
| ------------------------------------------------------------------- | --------------------------------------------------------------------- | ----------------------------------------------------------------------- |
| —                                                                   | —                                                                     | —                                                                       |

Belize nahm an den Olympischen Sommerspielen 1984 in Los Angeles, USA, mit einer Delegation von elf Sportlern (allesamt Männer) teil.

## Teilnehmer nach Sportarten

### Boxen
- Hugh Dyer
Bantamgewicht: 17. Platz

### Leichtathletik
- Paul Réneau
100 Meter: Vorläufe

- Damel Flowers
200 Meter: Vorläufe

- Phillip Pipersburg
400 Meter: Vorläufe

- Eugène Muslar
5000 Meter: Vorläufe

### Radsport
- Joslyn Chavarria
Straßenrennen, Einzel: DNF
Mannschaftszeitfahren: 25. Platz

- Warren Coye
Straßenrennen, Einzel: DNF
Mannschaftszeitfahren: 25. Platz

- Lindford Gillitt
Straßenrennen, Einzel: DNF

- Wernell Reneau
Straßenrennen, Einzel: DNF

- Kurt Cutkelvin
Mannschaftszeitfahren: 25. Platz

- Merlyn Dawson
Mannschaftszeitfahren: 25. Platz